# Anti (álbum)
ANTI é o oitavo álbum de estúdio da artista musical barbadense Rihanna. O seu lançamento ocorreu em 28 de janeiro de 2016, através das gravadoras Westbury Road e Roc Nation. Rihanna começou a gravar o álbum em 2014 após encerrar seu contrato com a Def Jam Recordings, que havia lançado todos os seus álbuns desde sua estreia em 2005. Como produtora executiva, a cantora trabalhou com diversos compositores e produtores incluindo Boi-1da, Brian Kennedy, DJ Mustard, Hit-Boy, Jeff Bhasker, Timbaland e Kuk Harrell, o qual serviu como produtor executivo do álbum e produziu a maioria das canções.
Concebido em meio a turbulências criativas e emocionais da intérprete, Anti é caracterizado pela produção atmosférica incorporando batidas lo-fi, vocais distorcidos e arranjos downtempo. A primeira metade consiste em faixas com forte instrumentação de baixo, enquanto a segunda é caracterizada pelo minimalismo texturizado. Em termos musicais, Anti é um álbum pop, dancehall, soul e R&B alternativo que incorpora elementos de hip hop, industrial, psicadélica, doo-wop, country, synth-rock e trap em sua composição, diferindo-se dos últimos lançamentos da intérprete, que era mais focados no dance-pop. As letras são sobre as emoções decorrentes do amor e dos relacionamentos, do carinho e desejo à traição e libertação, com referências a sexo, drogas e álcool.
Considerado um dos álbuns mais aguardados do ano, Anti obteve uma recepção crítica positiva, com profissionais elogiando a honestidade emocional de Rihanna impresa no álbum, a sua maturidade artística e o consideraram um de seus melhores lançamentos. Contudo, outros ficaram divididos, apontando que sua lista de faixas era desfocada e carente de conteúdo amigável ao rádio. Consequentemente, concorreu aos Grammy Awards durante a edição de 2017 da premiação, na categoria Melhor Álbum R&B Progressivo. Foi posicionado nas listas de melhores da década de 2010 por publicações como Billboard, NME e Pitchfork e na 230.ª posição entre os 500 melhores álbuns de todos os tempos pela revista Rolling Stone. Foi igualmente bem recebido no campo comercial, atingindo o topo das paradas do Canadá e Noruega, além de posicionar-se nas dez primeiras posições em vários países, como Austrália, Bélgica, Dinamarca, França, Nova Zelândia, Reino Unido e Suíça. Nos Estados Unidos, tornou-se o segundo disco da artista a alcançar o topo da Billboard 200, com 166 mil unidades equivalentes a um álbum em sua primeira semana de acompanhamento completo. Mais tarde, converteu-se no primeiro álbum de uma mulher negra a constar por 300 semanas dentro da tabela.
Ele produziu quatro singles; "Work", "Kiss It Better", "Needed Me" e "Love on the Brain". O primeiro citado tornou-se o mais bem sucedido, liderando as paradas em vários países, dentre eles Canadá, Dinamarca e Países Baixos, além de se tornar a décima quarta canção de Rihanna a chegar ao cume da estadunidense Billboard Hot 100. "Work" e "Needed Me" foram certificados como diamante pela Recording Industry Association of America (RIAA) por venderem mais dez milhões de cópias apenas em solo estadunidense. Para a divulgação de Anti, a cantora fechou um acordo de 25 milhões de dólares com a Samsung garantindo o lançamento exclusivo da obra em produtos da empresa. Ela também iniciou sua sétima turnê, percorrendo as Américas e a Europa, entre março a novembro de 2016. O sucesso crítico e comercial da obra rendeu credibilidade artística à Rihanna, foi creditado como ponto de renovação no R&B na década de 2010 e foi citado pela própria intérprete como o melhor de seu catálogo.

## Antecedentes
Em novembro de 2012, Rihanna lançou o seu sétimo disco de estúdio, Unapologetic, derivado dos gêneros R&B e pop com elementos de dubstep e EDM incorporados. Estreou na primeira posição da tabela norte-americana Billboard 200 com vendas avaliadas em 238 mil cópias, e para sua promoção, foram liberados os singles "Diamonds" e "Stay", além de ter realizado a digressão mundial Diamonds World Tour. Entre 2005 e 2012, a cantora cumpriu o calendário com um lançamento anual, contudo, em 2013 confirmou que não iria manter a tradição para se dedicar a outros projetos. Ao lado de Jim Parsons, Steve Martin e Jennifer Lopez, a intérprete participou no filme de animação, Home, estreado em março de 2015, e foi creditada como produtora executiva da respetiva trilha sonora.
Em maio de 2014, a revista Complex anunciou que a cantora tinha deixado a sua gravadora Def Jam Recordings e assinado contrato completo com a Roc Nation, do rapper americano Jay-Z. Ele foi seu mentor quando ela se mudou de Barbados para os Estados Unidos. Até aquele ponto, Rihanna havia lançado um álbum de estúdio a cada ano, de 2005 a 2012 (com exceção de 2008), totalizando sete.

## Gravação e produção
As sessões de gravação do álbum ocorreram em vários estúdios, incluindo o Jungle City Studios em Nova Iorque, Westlake Recording Studios, Sandra Gale Studios e Windmark Recording Studios em Los Angeles, SOTA Studios em Toronto e Twin Studios em Paris. A maioria das canções foram gravadas no Westlake Recording Studios. Em uma entrevista à MTV News em março de 2015, Rihanna disse que queria que seu oitavo álbum soasse "cheio de alma" e "atemporal", tendo sentido que as "músicas realmente grandes" de seus álbuns anteriores haviam perdido seu apreço ao longo do tempo; "Eu queria um álbum que eu pudesse tocar daqui a 15 anos [...] [Sem] nenhuma música que ficasse datada". Embora ela quisesse que o álbum representasse seu eu autêntico, sentindo-se "entorpecida" e desconectada de suas emoções, a cantora passou por um período de turbulência emocional. Em entrevista para Sarah Paulson, na edição da Interview de outubro de 2019, ela comentou sobre seu bem-estar espiritual enquanto fazia a obra: "Eu estive em um lugar onde senti que talvez tivesse decepcionado tanto a Deus que não éramos mais tão próximos".
Em janeiro do mesmo ano, foi anunciado que o disco teria a produção executiva do rapper Kanye West, que havia produzido o primeiro single pretendido, "FourFiveSeconds", ao lado do músico britânico Paul McCartney. No entanto, West desistiu do projeto em janeiro de 2016. O compositor Bibi Bourelly estava trabalhando com o produtor Paperboy Fabe, que organizou uma sessão com West. O resultado foi a música "Higher". Mais tarde, Rihanna e James Fauntleroy também contribuíram para a sua letra. A gravação da obra ocorreu nas primeiras horas da manhã, enquanto a intérprete estava sob a influência de álcool. Sobre isso, ela revelou: "Nós apenas dissemos: 'Quer saber? Vamos beber um pouco de uísque e gravar essa música'". A obra foi descrita por Rihanna como "uma mensagem de voz bêbada". Ela e Fauntleroy também colaboraram em três outras faixas; "Desperado", "Close to You," e "James Joint". Esta última foi escrita pela barbadense e Shea Taylor, que a escreveram em menos de 30 minutos, enquanto "Close To You" foi composta depois que o produtor Brian Kennedy enviou a Fauntleroy uma demonstração da música ao piano.. "Desperado" foi escrita por Mick Shultz e Rook Monroe. Depois de visitar a casa de Rihanna, Shultz foi contatada uma semana depois pela equipe dela, que afirmou que a intérprete realmente apreciou da obra. Rihanna, Fauntleroy e Kuk Harrell, se envolveram mais tarde no desenvolvimento, produção e gravação da música. No verão de 2015, o compositor e produtor Rupert Thomas, juntamente com Allen Ritter e Boi-1da, entre outros, ficaram na casa do rapper canadense Drake em Los Angeles por vários dias. Durante o tempo, "Work", foi concebido. Thomas criou a batida e tocou-a para Boi-1da, ao que ele respondeu positivamente. Boi-1da teve a ideia de samplear um "ritmo antigo de dancehall" depois que os acordes foram feitos. Quando o trabalho na obra foi concluída, ele a enviou para PartyNextDoor, que escreveu a letra.
Duas músicas foram gravadas no Jungle City Studios e no Windmark Recording Studios. No primeiro, as sessões de estúdio produziram as duas primeiras faixas do álbum "Consideration" e "Kiss It Better". Rihanna afirmou que se sentiu conectada com "Consideration" ao gravá-la e que a música capturou o som e a atitude que ela estava buscando. As sessões que ocorreram nos Windmark Recording Studios resultaram nas faixas "Never Ending" e "Love on the Brain". A primeira foi escrita por Chad Sabo durante sua passagem pela Califórnia, onde Sabo estava tocando com a banda Basic Vacation. Sabo estava na van da banda e começou a escrever o riff de introdução que se tornaria "Never Ending". Pouco depois, ele levou a obra para casa e tentou juntá-la usando um tecnologia de armazenamento de áudio Stereo 8. Mais tarde, ele trabalhou em sua letra e a publicou na internet. O processo de composição de "Never Ending" começou em novembro de 2013 e recomeçou em abril de 2014, quando Rihanna se interessou pela faixa e quis gravá-la. A cantora britânica Dido também é creditada como compositora da obra devido à semelhança em sua melodia com a canção "Thank You", lançada por ela em 2000. A única música que foi gravada fora dos Estados Unidos foi "Same Ol' Mistakes"; que ocorreu nos Twin Studios em Paris. A equipe de Rihanna contatou a gerência do Tame Impala e os informou que ela amou a música da banda "New Person, Same Old Mistakes" e perguntou se ela poderia regravá-la para Anti. O compositor da canção, Kevin Parker, concordou e deu permissão a ela para incluí-la em seu disco. Depois de ouvir a versão da cantora, Parker declarou: "Estamos todos muito felizes com o resultado da música, adorei!".
O produtor vocal americano Kuk Harrell, que trabalha com Rihanna desde 2007, afirmou que para Anti, ela estava criativamente mais envolvida no processo de criação. Ele revelou que a intérprete pretendia levar o álbum na direção que ela imaginou. O produtor declarou sua tentativa de se afastar da música pop mainstream ao produzir os vocais dela no projeto: "Cada disco é um disco que outra pessoa poderia ter feito [...] É tão incrível que ela foi corajosa o suficiente para fazer isso". Harrell observou que com a produção de Anti, Rihanna foi muito mais meticulosa sobre como ela queria que cada linha individual soasse. Ele afirmou que tentou trabalhar rapidamente na produção, no entanto ela queria melhorar constantemente a qualidade do que estava sendo feito, afirmando: "Vamos aumentar o nível de qualidade. Vamos ter certeza [...] que será uma obra-prima". Harrell afirmou que quando trabalharam juntos anteriormente, eles pretendiam fazer um grande corpo de trabalho, no entanto, dessa vez, eles pretendiam criar uma "obra-prima". Falando sobre a produção e o estilo do disco, Harrell afirmou que artistas como Rihanna têm se posicionado e se afastado da música popular da época e das expectativas de sua gravadora, diretores e rádio, afirmando: "Não quero fazer o que todo mundo está fazendo [...] Sei que meus fãs vão adorar [...] se todo mundo adorar, ótimo. Se não, pelo menos eu sei [...] Fiz o que queria fazer". A engenharia de áudio do disco ficou a cargo de Nathaniel Alford, Chris Godbey, Harrell, Blake Mares, Daniela Rivera e Marcos Tovar. Já Chris Gehringer encarregou-se de sua masterização, que ocorreu na Sterling Sound, na cidade de Nova Iorque.

## Estrutura musical

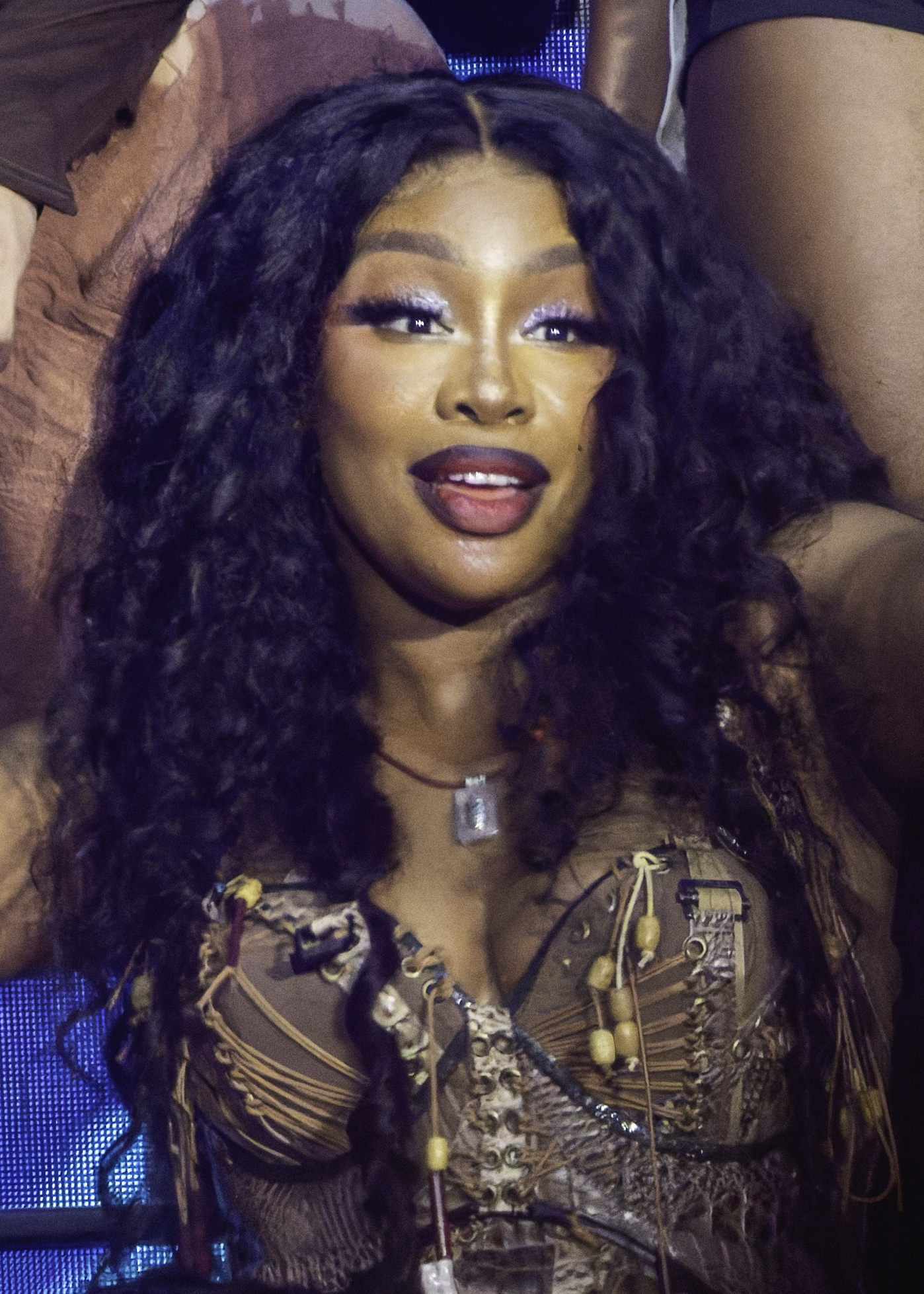
"Consideration" é um dueto com SZA.

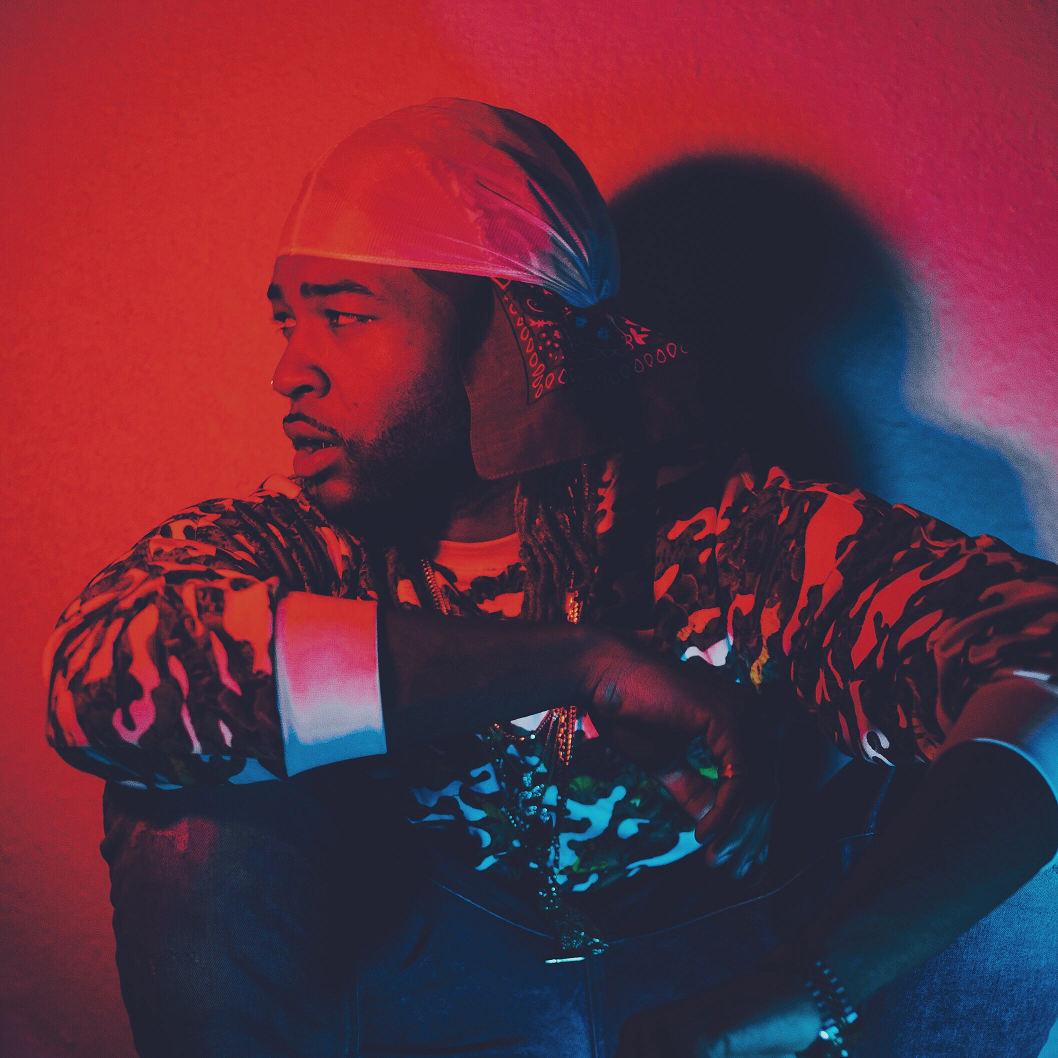
PartyNextDoor foi um dos responsáveis pela composição de "Work".

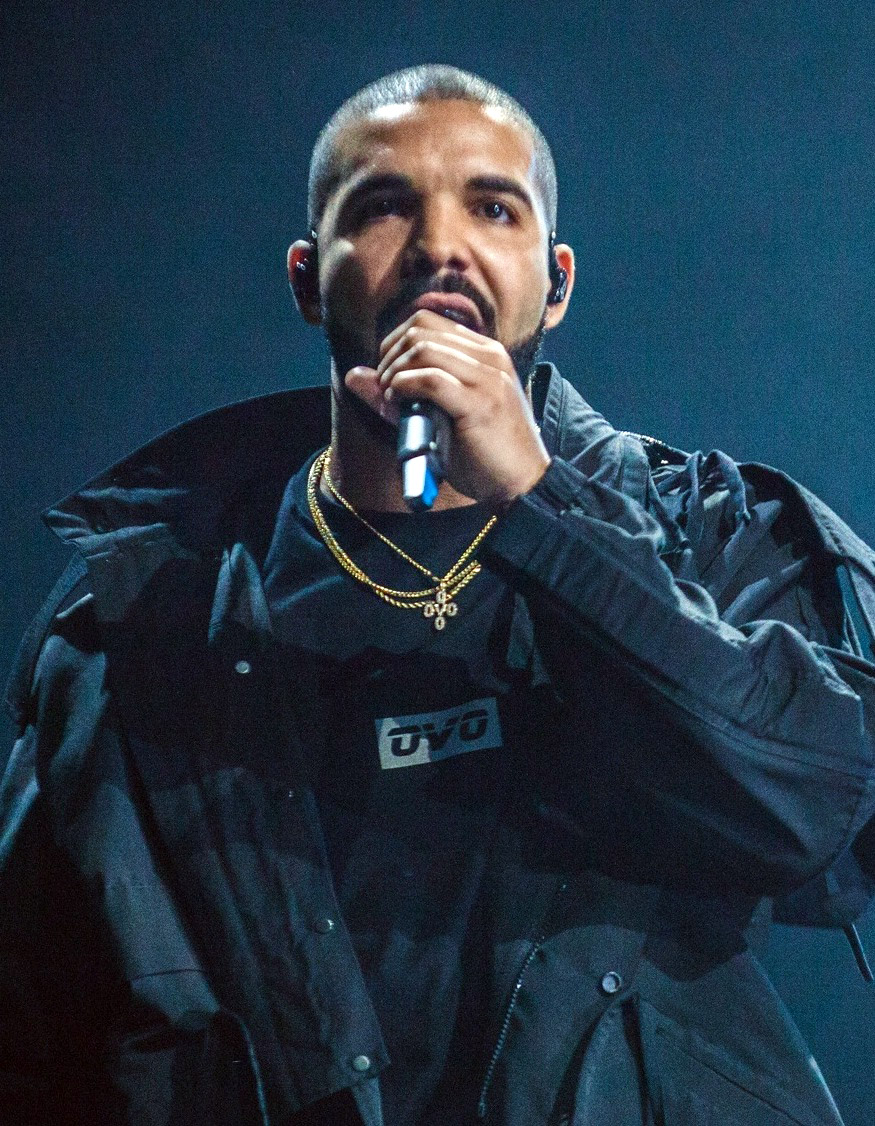
Drake participa de "Work", no qual é um dos compositores.

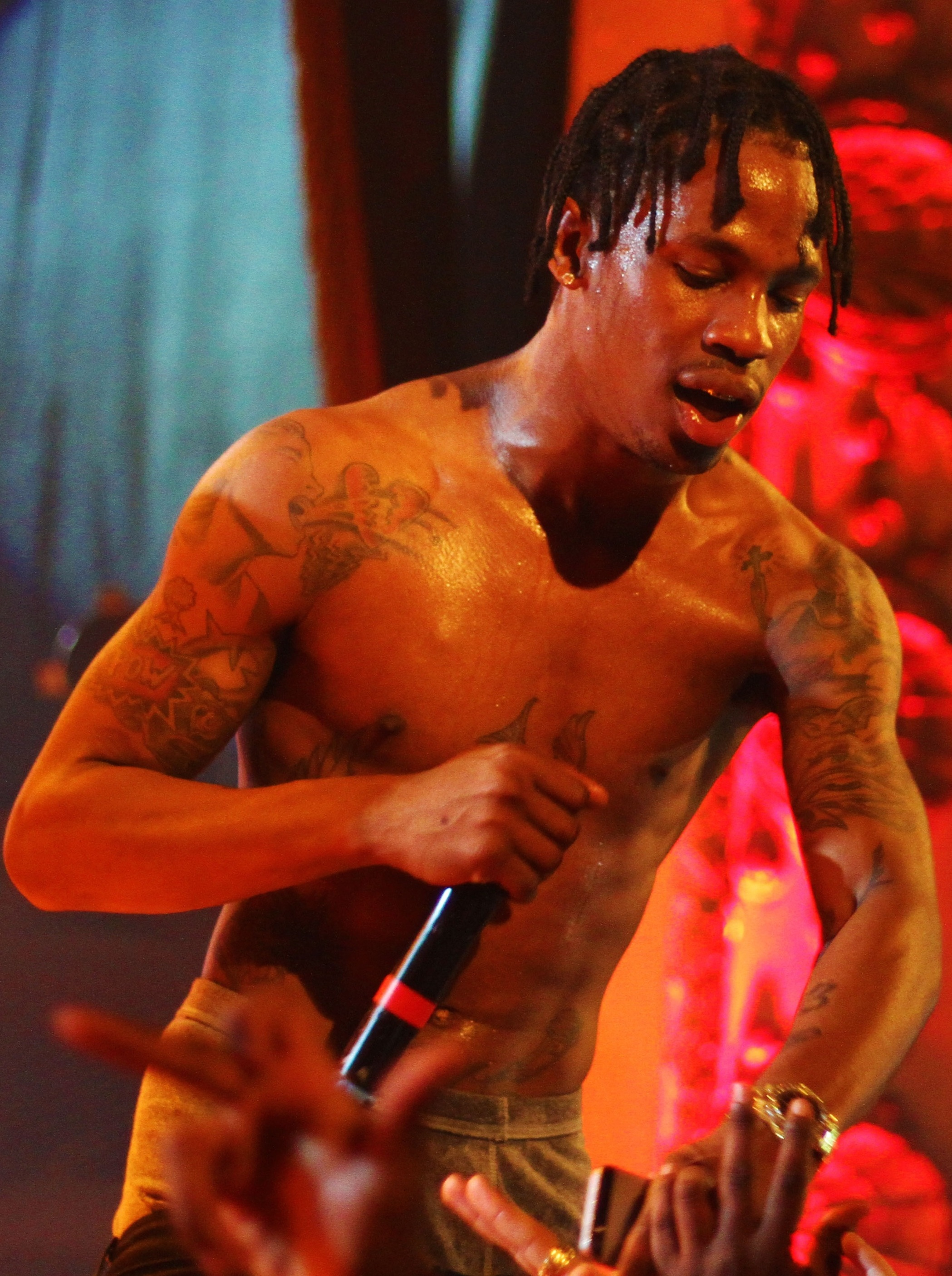
Travis Scott é um dos compositores de "Woo".

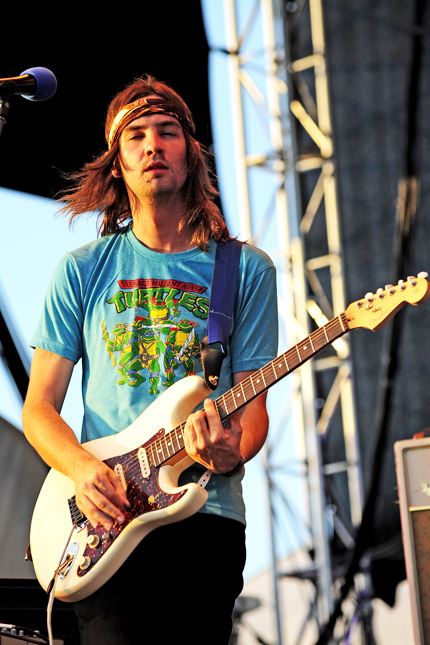
"Same Ol' Mistakes" é uma regravação de "New Person, Same Old Mistakes" (2015), interpretada pelo projeto Tame Impala, escrita por Kevin Parker (foto).

Durante a gravação do álbum, Rihanna quis criar um disco com sons "agressivos" e "cheios de alma" no contexto musical, lírico e vocal. Durante uma coletiva de imprensa no início de 2014, ela disse à MTV News que pretendia se afastar do estilo musical de seus lançamentos anteriores, descrevendo seu novo material como sendo "grandes canções". Rihanna continuou afirmando que queria se desenvolver algo que "soasse real", cheio de alma e que fosse atemporal. Manifestando seu desejo por criar músicas que fossem "atemporais" e que ela pudesse tocar 15 anos depois: "Nenhuma canção que estivesse saturada. Acho que quando subo no palco agora, não quero tocar muitas das minhas músicas anteriores. Elas não me representam mais". Musicalmente, Anti abandona a produção dance-pop amigável ao rádio dos singles de sucesso anteriores da artista. Em termos musicais, é um álbum pop e dancehall que incorpora elementos de R&B, hip hop e música soul. Comparado ao catálogo anterior de Rihanna, este é um material mais suave e emotivo. A Billboard o classificou como pertencente ao "espectro eliminado e nebuloso do rap e do R&B alternativo". A Rolling Stone rotulou-o como soul psicodélico. Já Lindsay Zoladz, do Vulture, cunhou o termo "dancehall industrial" como o mais apropriado para descrever a sua sonoridade. Ben Rayner, do The Toronto Star, analisou que o disco é dividido em duas metades; o primeiro consistindo de um "R&B futurista robótico", enquanto a segunda metade contém "uma presença mais orgânica de soul".
A produção do álbum foi caracterizada como sendo sombria, escassamente em camadas, saltitante, com baixo lo-fi, estilos old school, melancolia downtempo e minimalismo electro-soul. A adoção de baixo pesado da seção intermediária de Anti ("Needed Me", "Woo", "Yeah, I Said It") evoca gêneros como hip hop e R&B. Já a segunda metade é caracterizada pelo minimalismo textual. Analisando seu som um ano após seu lançamento, Da'Shan Smith, da Billboard observou o trap como um atual destaque do álbum. O escorpo lírico da obra aborda predominantemente temas como relacionamentos amorosos, explorando o que significa estar apaixonado, se machucar, precisar de alguém e ser verdadeiro consigo mesmo. Relacionamentos amorosos são abordados em várias músicas; "Kiss It Better" mostra Rihanna questionando até onde um ex-namorado irá para tê-la de volta; em "Woo", ela parece rancorosa, afirmando que não se importa com seu ex-parceiro, enquanto "Never Ending" a mostra admitindo que gostaria de se apaixonar novamente. Os assuntos do álbum também foram notados como sendo sem remorso, com uma atitude indiferente e de autoconfiança.
"Em Anti [...] o foco está naquela voz e em sua, personalidade, no canto, como se sua vida dependesse disso [...] o que ela criou é atmosférico, sexy e estranhamente perturbado, explorando o tipo de batidas distorcidas e andamentos relaxados que bomba no hip hop progressivo".
— Neil McCormick, do jornal The Telegraph, discutindo o estilo musical e vocal do álbum.
Anti inicia-se com "Consideration", que possui toques de dub. Apresenta uma produção "desleixada" e vocais convidados da cantora americana SZA. Suas letras mostram a intérprete apontando diversos conceitos da indústria que lhe foram impostos durante boa parte da carreira e que ela deseja romper. Com acordes de guitarra e piano mais puxado para o jazz, a faixa seguinte, "James Joint" é quase um interlúdio. Aqui, Rihanna canta sobre a saudades de um amor tortuoso. "Kiss It Better" une elementos de pop e synth-rock. A narrativa discorre sobre um relacionamento destrutivo que, ironicamente, ela não consegue escapar. "Work", com a participação do rapper canadense Drake, é um mescla de dancehall, reggae-pop e R&B. Em sua produção há uma "batida percolada, linhas sinuosas de sintetizador e samples vocais esticados e puxados de uma forma que lembra o trabalho de produção de Jimmy Jam e Terry Lewis no álbum The Velvet Rope (1997), de Janet Jackson". A música se destaca pelo sotaque caribenho de Rihanna e por sua letra reveladora, na qual a ela afirma que está em busca de um relacionamento mais profundo e estável com seu amado, mas ele está apenas em busca de sexo. "Desperado" é uma fusão de trap e country temperamental, cujo arranjo é composto por um "groove de ritmo moderado, sinos tocando e bateria estremecedora, junto com sintetizadores profundos". Os versos da canção evidenciam o lado mais rebelde da intérprete, que assume estar correndo atrás de alguém que não presta, mas prefere tê-lo do que ficar sozinha.
"Eu senti que se eu pronunciasse as palavras muito perfeitamente, não seria a mesma atitude ou a mesma ousadia. Porque é assim que falamos no Caribe. É [um inglês] muito quebrado e, meio, que você consegue entender tudo o que alguém quer dizer sem nem terminar as palavras. Essa música é definitivamente uma música que representa minha cultura, então eu tive que dar uma pequena reviravolta na minha interpretação".
— Rhanna falando sobre sua interpretação em "Work" em entrevista à Vogue.
A sexta faixa, "Woo" abre com "dois acordes de guitarra atonais estridentes repetidos junto com uma pequena percussão influenciada por trap, sobre um riff básico". Foi comparada aos trabalho de West devido à sua batida lenta, distorção e falta de melodia e groove. A faixa começa com Rihanna cantando com ciúmes para um ex-namorado sobre sua nova companheira, dizendo a ele para "Talvez você só precise me chamar". Mas no final ela afirma sua independência mais uma vez: "Eu nem me importo mais com você". "Needed Me" é uma ode ao electro-R&B, com elementos de um dubstep modernizado. Aqui, a intérprete volta ao modo garota má ao contar sobre alguém que a "usou" e acabou se apaixonando, proferindo: "Não se confunda. Você é só mais um cara na minha lista". Já a música seguinte, "Yeah, I Said It" continua a tendência de conter um groove mais lento. É completamente sexual, porém sem utilizar letra explicitas. A faixa conta com Rihanna desesperada por um momento de prazer com seu parceiro, implorando: "Contra a parede, nós não precisamos de rótulos". "Same Ol' Mistakes" é uma regravação de "New Person, Same Old Mistakes" (2015), interpretada por Tame Impala. Sua produção é similar a do original, apresentando um "som fluido, com elementos dos gêneros psicodélico, hip-hop e pop-rock, junto com um groove lento de sintetizador, delirante e psicodélico". Trata sobre temas românticos em que Rihanna não consegue conciliar-se a si própria por estar apaixonada e envolvida em um relacionamento que tem tudo para dar errado, mas que ainda assim é apelativo. Em "Never Ending", os ouvintes são apresentados a um lado sensível da intérprete. A balada folk ao violão explica a trepidação de se apaixonar. Ela usa uma metáfora de experiência fora do corpo para explicar: "Não consigo sentir meu corpo agora / Eu me separo daqui / Por que tem que parecer tão estranho estar apaixonado novamente".
"Love on the Brain" é uma balada doo-wop inspirada nos anos 1950, de andamento médio, "que apresenta um arpejo de guitarra, órgão giratório, progressão de acordes simples e vocais de apoio". Os vocais de Rihanna na faixa foram notados como acrobáticos e variando de seu "rosnado de marca registrada" a notas altas, com letras sombrias que retratam um relacionamento destrutivo, mas viciante. A penúltima música do disco é "Higher". É uma canção de amor que tem uma produção desconcertante, que contém letras sobre os sentimentos de Rihanna em relação ao seu amado enquanto ela está sob a influência de drogas e álcool. Anti conclui-se com "Close to You". Musicalmente, é uma balada lenta ao piano, que é cantada em estilo jazz. Em seus versos, ela revela que anseia estar com seu amado e não tem medo de colocar seu sentimento em risco. Quando canta, "estou chegando agora para ficar perto de você", fica claro que compartilhar o mesmo espaço com seu amor é o que mais importa; o local, nem tanto. A versão deluxe do projeto contém mais três músicas. A primeira é "Goodnight Gotham", que contém uma amostra de "Only If for a Night" (2011) interpretada por Florence and the Machine. A faixa seguinte, "Pose", apresenta uma batida suja, com versos que mostram a cantora se gabando agressivamente de suas riquezas. "Sex with Me" contém uma produção sonhadora que apresenta Rihanna falando sobre sua beleza, "antes de fechar com uma mistura alucinante de vocais".

## Título e arte
Em 7 de outubro de 2015, Rihanna realizou uma exibição privada para fãs e imprensa na galeria MAMA Gallery, localizada em Los Angeles, onde revelou a arte oficial e o título do álbum. Inicialmente pensado para ter sido intitulado R8, a exposição incluiu uma obra de arte que definiu o nome do trabalho, afirmando que Anti é "uma pessoa que se opõe a uma política, atividade ou ideia específica". Após a exposição, ela recorreu às redes sociais para confirmar o título do projeto, juntamente com uma explicação de seu significado. Ela declarou: "Ao continuar a seguir seus próprios instintos, seu trabalho se esforça para causar impacto ao fazer a antítese do que o público espera".
A arte foi desenhada pelo pintor israelense Roy Nachum e foi descrita por Rihanna como sua "capa de álbum favorita". Apresenta uma foto dela em sua infância, que foi tirada em seu primeiro dia de creche, segurando um balão preto, com uma coroa de ouro cobrindo seus olhos; a maior parte da arte é em preto e branco com um "salpico" de tinta vermelha. Falando sobre o conceito da imagem, Nachum afirmou que pintou a cantora nesse período da vida para representá-la "trazendo algo novo" para a música. Sobre a tela vermelha, preta e branca, há um poema escrito em braille pela poetisa Chloe Mitchell. Comentando a respeito da escolha de usar o roteiro, a intérprete comentou: "Às vezes, aqueles que têm visão são os mais cegos". Durante a fase de design da capa, ela se encontrou com Mitchell, na qual eles "beberam" e criaram um poema que seria usado para a arte e notas do encarte, intitulado If They Let Us. Rihanna explicou o poema e seu significado para a revista Rolling Stone, afirmando que era sobre ser incompreendida, mas ainda ser capaz de se destacar enquanto faz o que é certo para você. Ele disse ainda que o poema fala sobre não se conformar com a sociedade e ser um líder, bem como aceitar que ser incompreendido é uma coisa positiva, explicando:
| “ | Às vezes temo ser mal interpretada. É simplesmente porque o que quero dizer, o que preciso dizer, não será ouvido. Ouvido de uma forma que mereço. O que escolho dizer é de tanta substância que as pessoas simplesmente não entenderão a profundidade da minha mensagem. Então minha voz não é minha fraqueza, é o oposto do que os outros temem. Minha voz é meu traje e armadura, meu escudo e tudo o que sou. Vou respirar confortavelmente nela, até encontrar o momento de ficar em silêncio. Vivo alto em minha mente, tantas horas do dia. O mundo é um som de queda de alfinete comparado ao estrondo que bate e volta contra as paredes do meu crânio. Eu vivo isso, amo isso e desprezo isso e estou presa nisso. Então, sendo mal interpretada, não fico ofendida pelo gesto, mas honrada. | ” |

Na galeria, a contracapa do projeto, juntamente com várias artes de sua parte interna foram reveladas. Nela há a mesma imagem, desta vez de trás. As sete partes de arte foram todas nomeadas e apresentavam um poema escrito por Mitchell ou Nachum, as capas frontal e traseira foram intituladas "If They Let Us Part I" e "If They Let Us Part II" e apresentavam um poema que foi dividido na frente e no verso. Outra parte intitulada "If They Let Us" foi encomendada e apresentava a leitura completa do poema. O encarte interno contém mais cinco partes intituladas "Fire Part I", "Fire Part II", "Fire Part III" e "R". A Billboard classificou a capa de Anti como uma das melhores entre os álbuns lançados em 2016 e escreveu: "O que é preto, branco e vermelho por toda parte? Um dos álbuns mais inebriantes de qualquer gênero em 2016, com uma imagem principal igualmente indelével para combinar".

## Lançamento e promoção

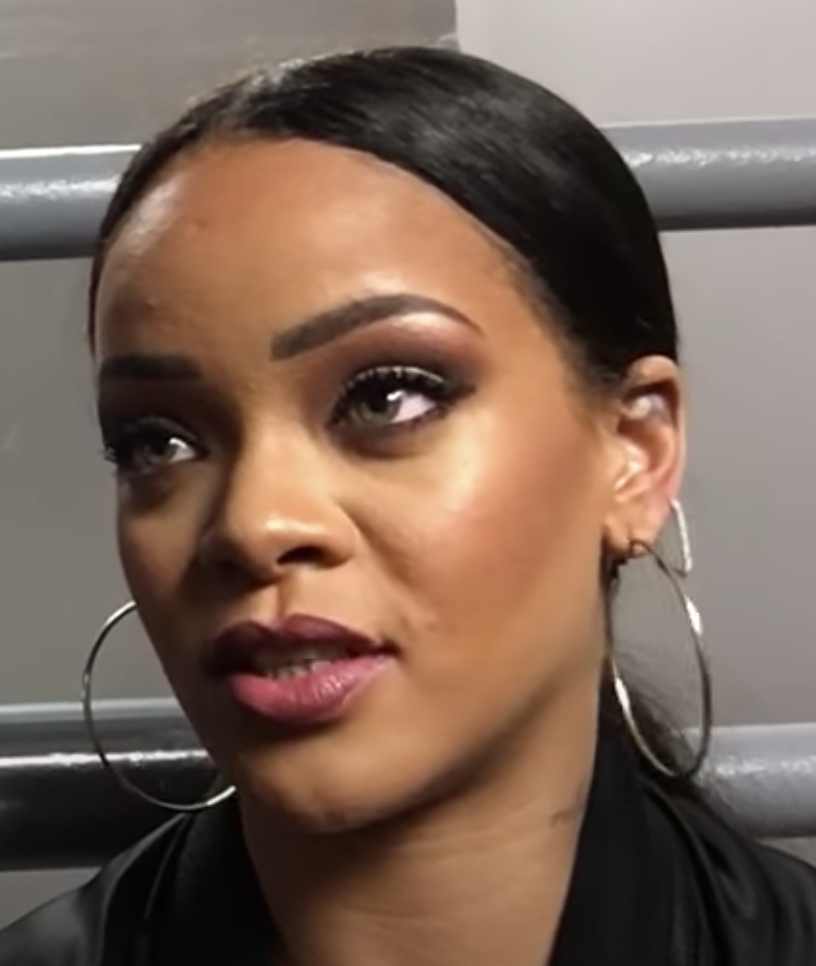
Rihanna nos bastidores de um dos concertos da Anti World Tour, em novembro de 2016.

No verão de 2014, Rihanna iniciou uma campanha promocional nas redes sociais com a hashtag "#R8"; suas postagens incluíam fotos tiradas com produtores musicais em estúdios. De janeiro a abril de 2015, ela lançou três singles — "FourFiveSeconds" com Kanye West e Paul McCartney, "Bitch Better Have My Money" e "American Oxygen" — nenhum dos quais entrou na lista de faixas de Anti. Em seu site, a cantora também postou na íntegra um interlúdio intitulado "James Joint", que estaria no projeto, em 21 de abril de 2015, como uma "celebração de 420". Em maio, "Goodnight Gotham", então conhecido como "A Night", foi incluído em uma campanha publicitária da Dior. Em outubro, foi revelado que ela havia adquirido pleno direito de todas as suas gravações e lançaria Anti por meio de sua própria gravadora Westbury Road em parceria com a Roc Nation.
Em novembro, foi anunciado que Rihanna havia assinado um contrato de 25 milhões de dólares com a Samsung para promover a linha de produtos Galaxy, enquanto eles patrocinariam o lançamento de seu novo disco e turnê. Em 19 do mesmo mês, a cantora e a empresa divulgaram um vídeo enigmático de 16 segundos para Anti, além de um site intitulado "ANTIdiaRy". Após o lançamento, a página online somente para dispositivos móveis forneceu mensagens, como "Ela está esperando por você. Você está dentro?" e "Seja paciente e mantenha os olhos abertos". O site então lançou oito "salas" nas 9 semanas seguintes, cada uma correspondendo vagamente a seus álbuns anteriores, detalhando sua vida pessoal ao longo de sua carreira e incluindo pistas de Anti. No mesmo mês, ela cancelou sua apresentação no Victoria's Secret Fashion Show para terminar o trabalho no álbum.
Em apoio a Anti, a turnê Anti World Tour foi anunciada em 23 de novembro. Patrocinada pela Samsung, foi realizada entre março a novembro de 2016, com Travis Scott abrindo as datas na América do Norte e Big Sean algumas que ocorreram na Europa. O álbum vazou na internet na íntegra em 27 de janeiro de 2016, após ser lançado prematuramente no Tidal. Também, através do mesmo serviço, um milhão de cópias do projeto foram disponibilizadas para download digital gratuito via Samsung, independentemente de o ouvinte ser assinante do Tidal ou não. Anti foi lançado oficialmente em todo o mundo em lojas online, como o iTunes, dois dias depois.

### Singles
"Work", uma colaboração com o rapper canadense Drake, foi lançado em 27 de janeiro de 2016, horas antes do lançamento de Anti pela Tidal. Rihanna declarou no Twitter que a música é o "primeiro single " do álbum. Um sucesso comercial, atingiu a liderança da tabela estadunidense Billboard Hot 100. Com isso, marcou a décima quarta faixa de Rihanna a alcançar essa posição nos Estados Unidos e a tornou a segunda cantora com mais músicas no posto, apenas atrás de Mariah Carey (19). De igual forma, liderou a tabela de vários países, incluindo Canadá, Dinamarca, França e Países Baixos. Recebeu muitas certificações por suas altas vendas, incluindo uma de diamante pela Recording Industry Association of America (RIAA). Foi acompanhado por dois videoclipes dirigidos por Director X e Tim Erem, e ambos foram lançados em 22 de fevereiro de 2016. O primeiro retrata os dois intérpretes do tema dançando em uma boate, e o segundo os mostra em uma sala sozinhos.
Em 29 de março, Rihanna anunciou que  "Needed Me" e "Kiss It Better" seriam veiculadas nas rádios no dia seguinte como o segundo e terceiro singles do álbum. "Needed Me" teve um sucesso muito maior, alcançando o número sete na Billboard Hot 100; com isso igualou sua intérprete a Stevie Wonder, no quarto lugar, entre os cantores que mais emplacaram canções nos dez primeiros lugares da tabela (ambos com 28). Também foi certificado de diamante pela RIAA. O videoclipe da canção foi dirigido pelo produtor de cinema Harmony Korine e estreou em 20 de abril, em comemoração ao 420. Sua trama se passa em Miami e retrata Rihanna com uma arma, andando de moto, antes de ir a um clube de striptease onde mata um homem. Já a segunda foi um sucesso moderado na Billboard Hot 100, onde parou na 62.ª colocação. O videoclipe que acompanha "Kiss It Better" foi dirigido pelo fotógrafo de moda britânico Craig McDean e estreou em 31 de março de 2016. Foi filmado em Los Angeles e retrata Rihanna contra um fundo escuro. Em 21 de agosto, Rihanna anunciou através de sua conta no Instagram que "Love on the Brain" seria a quarta e última música de trabalho do projeto. Antes de seu lançamento, a canção estreou na parada Hot R&B/Hip-Hop Songs, da Billboard, na posição 30 e em 83 na Billboard Hot 100. Depois de ser lançada como single, chegou até a 5.ª posição da Billboard Hot 100.

## Repercussão

### Crítica profissional
Anti recebeu críticas geralmente positivas dos críticos musicais, mas alguns deles foram mais mistos sobre sua sonoridade e a direção artística de Rihanna. No agregador de resenhas Metacritic, que estabelece uma média de até cem pontos com base nas avaliações dos críticos musicais, o álbum obteve 73 pontos de aprovação, que foram baseados em 31 resenhas recolhidas, o que indica "análises geralmente positivas". Maura Johnston, da revista Rolling Stone, concedeu quatro de cinco estrelas para o disco e o considerou "muito bom musicalmente", destacando o fato de que a maioria das letras das canções permaneceram fiéis aos temas abordados por Rihanna em seus trabalhos anteriores, definidos pela revista como "cheios de paranoia, intensos, apaixonados e, às vezes, de partir o coração". Com a mesma atribuição, Stephen Thomas Erlewine, do banco de dados AllMusic, sentiu que uma das grandes diferenças é que em nos trabalhos anteriores "as partes profundas muitas vezes pareciam reflexões tardias. Esse não é o caso de Anti. Este é um álbum cujo coração está em sua parte mais profunda". Ele também sentiu que aqui "o clima importa mais do que ganchos ou ritmo" o que, em sua visão, prova que Rihanna poderia ser "desprotegida e anticomercial, resultando em seu disco mais atraente até o momento". Elogiando sua produção e engenharia, Troy L. Smith, do The Plain Dealer, definiu a obra como "um conto de dois discos, uma tentativa de uma artista em constante crescimento de casar os dois lados de sua personalidade musical, com resultados às vezes fascinantes". Sarah Rodman, do The Boston Globe, considerou isso "um ponto de virada interessante e artístico em uma carreira que até então havia sido impulsionada apenas por sucessos".
| Críticas profissionais | Críticas profissionais |
| Pontuações agregadas   | Pontuações agregadas   |
| Fonte                  | Avaliação              |
| ---------------------- | ---------------------- |
| Metacritic             | 73/100                 |
| Avaliações da crítica  |                        |
| Fonte                  | Avaliação              |
| AllMusic               | [ 92 ]                 |
| The Daily Telegraph    | [ 93 ]                 |
| Entertainment Weekly   | A−                     |
| The Guardian           | [ 97 ]                 |
| The Independent        | [ 31 ]                 |
| NME                    | [ 98 ]                 |
| Pitchfork              | 7.7/10                 |
| Rolling Stone          | [ 33 ]                 |
| Spin                   | 7/10                   |
| Vice                   | A                      |

O crítico da Time, Nolan Feeney, o viu como um amadurecimento artístico da intérprete, observando que "Rihanna se entrega ainda mais aos seus gostos pessoais, que são talvez mais alternativos do que qualquer um percebeu" e que "ao jogar fora tudo o que você acha que sabe sobre um álbum dela, é Rihanna mostrando por que você iria querer um [disco] mais do que nunca". Ele também destacou "Love On The Brain" e "Higher" como grandes performances vocais de sua carreira. Concluindo que é um "um trabalho que revela o quão insatisfatório, se não totalmente alienante, ser uma superestrela pode ser", "ao explorar sua infelicidade de estar no topo, Rihanna encontra sua voz mais convincente até agora". Amanda Petrusich, escrevendo para a Pitchfork, emitiu uma nota 7.7 de 10 para ao registro — a qual apreciou a recém-descoberta introspecção e vulnerabilidade da intérprete —, o adjetivando de "divertido e conflituoso, mais interessante quando está em seu [momento] menor e mais idiossincrático". Escrevendo para o  The Independent, Emily Jupp achou o disco mostra a artista em seu momento mais impressionantemente autoconfiante e "rebatendo qualquer um que tenha dito que seus vocais só poderiam fazer certas coisas e mostrando a eles que ela pode fazer qualquer coisa que queira". Jia Tolentino, da Spin, o viu como seu primeiro "álbum esteticamente pessoal". Ele positivou a produção vocal de Harrell e destacou o tom e a redondeza dos vocais de Rihanna. Dando uma nota A, o editor da Vice, Robert Christgau prezou a produção cativante da obra, as faixas "Work", "Love on the Brain" e considerou o álbum o melhor da intérprete "por uma razão tão simples que é tautológica — apesar de sua suposta rejeição do formato padrão 'faixa e gancho' —, ele apresenta músicas mais cativantes".
Em uma resenha no The Daily Telegraph, Neil McCormick entregou três de cinco estrelas ao conjunto. O profissional opinou que Anti é mais dependente do humor e da textura do que "de uma habilidade de cantar nata, que geralmente deixa os ouvintes sem fôlego". No jornal britânico NME, Emily Mackay entregou a mesma atribuição ao projeto, a qual sentiu carecer de uma faixa de sucesso cativante. Ele acrescentou: "Anti é o tipo de álbum que, se você continuar ouvindo, mudará suas faixas favoritas e continuará revelando novos encantos. Não é bem a partida reveladora que poderíamos ter esperado, e tem a sensação rica, mas desfocada, de algo trabalhado talvez por muito tempo com fervor obsessivo, mas também é sutil e interessante; uma trilha sonora intrigante para uma era de mudança". Já o crítico Jon Caramanica, do The New York Times, o descreveu como um "disco caótico e disperso, não o produto de uma visão artística comprometida, ou mesmo uma estética de forma livre atraente, mas sim um amálgama de abordagens, tons, estilos e humores". No The Guardian, o crítico principal Alexis Petridis definiu-o como "extenso, irregular e opaco", mas "no seu melhor, sua ousadia compensa". Sal Cinquemani, da Slant Magazine, foi mais negativo  e expressou frustração ao comentar que "a impressão final que o álbum deixa não é apenas a de uma artista que falhou em seguir sua própria visão, mas que, acima de tudo, nunca se preocupou em conceber uma".

### Reconhecimento
Anti ganhou o prêmio de Álbum Soul/R&B Favorito nos American Music Awards de 2016. O disco recebeu uma indicação para Melhor Álbum de R&B nos Billboard Music Awards de 2016 e 2017. Antes do anúncio das nomeações a 59.ª cerimônia dos Grammy Awards, os meios de comunicação previram que Anti seria indicado para Álbum do Ano; após o anúncio, os repórteres ficaram surpresos e sentiram que ele havia sido "desprezado". Outros artistas também expressaram a mesma opinião, com Chance the Rapper considerando que o projeto foi "subestimado". Apesar disso, várias músicas de seu alinhamento foram indicadas, incluindo "Work" como Gravação do Ano e Melhor Vocal Pop Colaborativo, "Needed Me" para Melhor Desempenho de R&B e "Kiss It Better" para Melhor Canção de R&B. Já nos iHeartRadio Music Awards de 2017, foi laureado a 'Álbum de R&B do Ano'.
De acordo com o Metacritic, Anti foi o décimo segundo álbum mais predominante nas listas de melhores de 2016. A NME, por exemplo, o considerou o 40º melhor do período, com o jornalista Larry Bartleet escrevendo que com a obra "Rihanna provou que não tinha medo de soar um pouco estranha, um pouco esquisita, um pouco suja. Claro, houve sucessos — 'Work' e 'Kiss It Better' para começar —, mas esta também foi uma chance para ela deixar seu lado estranho voar, com um R&B discreto e espaçoso, e um funk psicodélico e temperamental". Em sua lista dos 50 melhores, a Rolling Stone colocou-o na posição 25 e escreveu: "O oitavo álbum de Rihanna reuniu canções pungentes que mostraram o alcance cada vez maior da provocadora pop, tanto estilisticamente quanto vocalmente". Roisin O'Connor, do The Independent, classificou-o na posição 15 entre 20 lançamentos musicais de 2016 e comentou: "Anti foi o momento em que Rihanna finalmente se afirmou como uma artista de álbum, depois de reinar como rainha das paradas de singles por tantos anos". Para a equipe da Billboard, que reuniu 25 discos lançados em 2016, Anti foi o 21.º melhor. A Time posicionou-o no número sete entre os 10 melhores do período, com Jamieson Cox avaliando que: "Rihanna pode ser a pessoa mais carismática do planeta, e Anti é seu primeiro álbum a reconhecer que esse carisma é sua maior força". Christgau classificou sua versão deluxe como o segundo melhor disco do ano em sua votação para a pesquisa anual de críticos Pazz & Jop do The Village Voice.
Lewis Corner, do Digital Spy, elegeu-o como o 6.º melhor álbum de 2016 dentre 20. O The Guardian o considerou o sétimo, com Harriet Gibsone comentando que é um dos "lançamentos mais confusos", mas também algo que mostra que Rihanna é uma das maiores estrelas do cenário musical. A Entertainment Weekly o elegeu como o quarto melhor entre os 25 discos liberados até a metade de 2016, com Leah Greenblatt notando: "O R&B selvagem e tonto de Anti facilmente ganhou o status de 24 quilates por conta própria". Para o The Guardian, a obra é a terceira melhor, com editores o chamando-a de "The Emancipation of RiRi", uma referência a The Emancipation of Mimi: o décimo álbum de estúdio de Mariah Carey. Justificando a escolha de tê-lo eleito o melhor de 2016, a Fuse enalteceu a sonoridade do álbum, os vocais de Rihanna e a sua celebração da feminilidade imprimida na obra. O The Fader reconheceu-o como um dos 24 que fizeram os álbuns importarem novamente em 2016 e incluiu quatro músicas de seu alinhamento em entre os melhores de 2016: "Sex with Me" no número um, "Work" no 16, "Higher" no 36 e "Needed Me" no 51. Diversas publicações classificam Anti entre os melhores discos da década de 2010: a Pitchfork, por exemplo, elegeu-o como o 12.º melhor, observando: "Ela assumiu riscos e se libertou das expectativas do pop comercial, consolidando-se como uma divindade que assume riscos e quebra limites". Elegendo-o sétimo melhor, a Billboard sentiu que a obra mostra "Rihanna em seu momento mais confiante, revelando sua elasticidade musical: sua arte agora não conhece limites". A publicação  SPIN nomeou o projeto como o melhor do período, justificando: "poucas estrelas pop percebem todas as possibilidades disso. Desta vez, Rihanna abraçou a visão de túnel e empurrou seus limites para fora do mapa. E o resultado final acabou sendo o melhor álbum da década". Em 2020, Rolling Stone ranqueou Anti na 230.ª colocação de sua lista dos 500 melhores álbuns de todos os tempos.

## Legado e impacto
"Anti parece uma olhada no diário de Rihanna e, ao fazê-lo, é a solidificação de sua arte. Embora ela tenha se aventurado com sucesso no mundo dos negócios, Rihanna provou pela primeira vez com Anti que ela é realmente uma força musical a ser reconhecida. Enquanto os fãs dela podem estar adicionando mais um ano ao seu tempo na sala de espera de um novo disco, Anti certamente é uma maneira de deixar as pessoas na ponta da cadeira. Se alguma coisa, o legado da obra provou que o retorno total da cantora à indústria musical será algo para os livros".

— O analista musical Logan Bandi para a revista Bell Music Magazine.
Doreen St. Félix, editor da MTV News, afirmou que Anti foi um "estandarte da heterogeneidade no R&B — o verdadeiro alcance dele", analisando que seu apelo eclético "pode se encaixar em qualquer tendência, dependendo de quais faixas você escolhesse ouvir". Alexis Petridis, do The Guardian, analisou que o R&B estava em uma "era de ouro" e 2016 "foi seu ano mais potente até agora". Para ele, artistas como Rihanna ultrapassaram os "limites" do gênero, descrevendo o disco como "extenso, exploratório e opaco". O desempenho comercial do projeto, especialmente em serviços de streaming, foi creditado por ter ajudando o R&B a "florescer" comercialmente novamente, junto com trabalhos de artistas como Drake e Kanye West. Rihanna foi reconhecida como o segundo artista musical mais transmitido no Spotify em 2016, gerando mais de 795 milhões de transmissões até junho e, consequentemente, foi nomeada a cantora com mais streams na plataforma em 2016 e 2017. Anti produziu oito músicas que lideraram a Dance Club Songs — "Work", "Kiss It Better", "Needed Me", "Love on the Brain", "Sex with Me", "Pose", "Desperado" e "Consideration" —, superando Teenage Dream (2010), de Katy Perry, como o álbum com mais lançamentos nessa posição da parada.
A jornalista da Rolling Stone, Brittany Spanos, declarou que Rihanna foi uma das três mulheres negras — ao lado das irmãs Beyoncé e Solange —, que "radicalizaram o pop em 2016". Em uma análise aprofundada, Spanos avaliou que "o álbum é uma declaração surpreendentemente direta de uma estrela pop negra, uma que muitas não têm a oportunidade de expressar. Na mídia, as mulheres negras são frequentemente retratadas como Jezabel ou Mammies: supersexuadas ou subsexuadas, sem escolha de como são recebidas. A resistência de Rihanna à estereotipagem e sua afirmação positiva de sua agência sexual fizeram dela a rebelde mais astuta do ano, uma rebelde que vive a vida como lhe agrada". Taj Rani, da Billboard, sentiu que "Work" trouxe o dancehall para a o mainstream da música americana, pois se tornou a primeira música nesse gênero a chegar ao topo da Billboard Hot 100 desde "Temperature", de Sean Paul, em 2006. Ela opinou que a música é um excelente exemplo de "uma mulher negra sem remorso mostrando orgulhosamente sua herança em um momento em que nossa política é dominada por #Black Lives Matter e pelas tiradas racistas, xenófobas e misóginas de Donald Trump". "Love on the Brain" foi considerado por Da'Shan Smith, periodista da Billboard, como"a faixa pop mais sutilmente influente de 2017, já que a indústria musical experimentou "uma onda proeminente de baladas retrô, em diferentes gêneros musicais", após o sucesso desta música nas rádios pop; que ele descreveu como "um achado raro hoje, porque a presença do R&B tradicional nesse tipo de formato é uma raridade".
O músico Marilyn Manson citou Anti como uma influência para o álbum  Heaven Upside Down, de sua banda, dizendo: "Estranhamente, um dos discos que influenciou fortemente este álbum, e não pode ser levado ao pé da letra, é Rihanna, seu último disco. Aquela música, 'Love on the Brain', realmente me atingiu porque eu a vi cantá-la e ela simplesmente [...] quis dizer aquilo". A faixa "Higher" inspirou a música "Liability" de Melodrama (2017), segundo álbum da cantora neozelandesa Lorde, quando ela teria ficado "comovida até as lágrimas" ao ouvi-la e isso a ajudou a escrever "Liability". O artista contemporâneo Awol Erizku criou uma série de peças inspiradas por músicos, sendo que uma foi intitulada "Same Ol' Mistakes", inspirada na música de mesmo nome contida em Anti. Referindo-se a um dos logotipos de Rihanna, Erizku falou sobre como a canção inspirou sua arte, afirmando: "Sempre achei esse logotipo muito engraçado. É um aspecto da cultura pop que achei que se encaixava no meu mundo, Rihanna é uma voz da nossa geração, um dos nossos ideais de beleza. Você pode ver essas duas coisas coexistindo no mesmo ambiente". Em 2025, durante uma entrevista para a Harper's Bazaar, a cantora compartilhou qual era o trabalho favorito de seu catálogo: "Eu ouço Anti do começou ao fim sem nenhuma vergonha. Eu sempre tive vergonha. Atualmente, não gosto de ouvir minhas músicas, menos Anti. Esse é o único álbum que tenho uma boa experiência".

## Alinhamento de faixas
| N.º            | Título                                    | Compositor(es) | Produtor(es)                                                                               | Duração |  |
| 1.             | "Consideration" (com participação de SZA) | Solána Rowe Tyran Donaldson Robyn Fenty                                                                                          | Tyran Donaldson Kuk Harrell [c]                                                            | 2:41    |  |
| 2.             | "James Joint"                             | Shea Taylor James Fauntleroy Fenty                                                                                               | Shea Taylor Harrell [c]                                                                    | 1:12    |  |
| 3.             | "Kiss It Better"                          | Jeff Bhasker John Glass Teddy Sinclair Fenty                                                                                     | Bhasker Glass John [b] Harrell [c]                                                         | 4:13    |  |
| 4.             | "Work" (com participação de Drake)        | Jahron Braithwaite Matthew Samuels Allen Ritter Sevn Thomas Aubrey Graham Fenty Monte Moir                                       | Jahron Braithwaite Matthew Samuels Allen Ritter Sevn Thomas Aubrey Graham Fenty Monte Moir | 3:39    |  |
| 5.             | "Desperado"                               | Jahron Braithwaite Matthew Samuels Allen Ritter Rupert Thomas Aubrey Graham Fenty Monte Moir                                     | Boi-1da Harrell [c] Noah "40" Shebib [c]                                                   | 3:06    |  |
| 6.             | "Woo"                                     | Chauncey Hollis Jacques Webster Jeremy Felton Abel Tesfaye Fenty Terius Nash Rachel Jean Baptist                                 | Boi-1da Harrell [c] Noah "40" Shebib [c]                                                   | 3:55    |  |
| 7.             | "Needed Me"                               | Dijon McFarlane Fenty Nick Audino Lewis Hughes Khaled Rohaim Te Warbrick Adam Feeney Brittany Hazzard Charles Hinshaw Jr. Rachel | DJ Mustard Twice as Nice [a] Frank Dukes [a] Harrell [c]                                   | 3:11    |  |
| 8.             | "Yeah, I Said It"                         | Timothy Mosley Bibi Bourelly Evon Barnes Daniel Jones Chris Godbey Jean-Paul Bourelly Fenty                                      | Timbaland Fade Majah Jones Harrell [c]                                                     | 2:13    |  |
| 9.             | "Same Ol' Mistakes"                       | Kevin Parker | Parker Harrell [c]                                                                         | 6:37    |  |
| 10.            | "Never Ending"                            | Paul Herman Chad Sabo Fenty Dido Armstrong                                                                                       | Sabo Harrell [c]                                                                           | 3:22    |  |
| 11.            | "Love on the Brain"                       | Fred Ball Joseph Angel Fenty | Ball Harrell [c]                                                                           | 3:44    |  |
| 12.            | "Higher"                                  | Ernest Wilson B. Bourelly Fenty Fauntleroy Jerry Butler Kenny Gamble Leon Huff                                                   | No I.D Harrell [c]                                                                         | 2:00    |  |
| 13.            | "Close to You"                            | Brian Seals Fauntleroy Fenty | Brian Kennedy Harrell [c]                                                                  | 3:43    |  |
| Duração total: | Duração total:                            | Duração total: | Duração total:                                                                             | 43:36   |  |

| Anti – Faixas bónus da edição deluxe |                    |                                                                    |                                          |         |  |
| N.º                                  | Título             | Compositor(es)                                                     | Produtor(es)                             | Duração |  |
| 14.                                  | "Goodnight Gotham" | Paul Epworth Florence Welch Fenty C. Boggs                         | Mitus Harrell [c]                        | 1:29    |  |
| 15.                                  | "Pose"             | Hollis B. Bourelly Fenty Webster                                   | Hit-Boy Scott [b] Harrell [c]            | 2:24    |  |
| 16.                                  | "Sex with Me"      | Braithwaite Samuels Feeney Anderson Hernandez Chester Hansen Fenty | Boi-1da Dukes [a] Vinylz [b] Harrell [c] | 3:28    |  |
| Duração total:                       | Duração total:     | Duração total:                                                     | Duração total:                           | 50:26   |  |

Notas
- ↑a  denota um co-produtor
- ↑b  denota um produtor adicional
- ↑c  denota um produtor vocal
- "Work" apresenta vocais adicionais de PartyNextDoor.
- "Desperado" apresenta vocais de apoio de James Fauntleroy.
- "Woo" apresenta vocais adicionais de Travis Scott.

Créditos de demonstrações
- "Work" contém interpolações de "If You Were Here Tonight" (1985), interpretada por Alexander O'Neal e escrita por Monte Moir.
- "Same Ol' Mistakes" é uma versão de "New Person, Same Old Mistakes" (2015), interpretada por Tame Impala e escrita por Kevin Parker.
- "Never Ending" contém interpolações de "Thank You" (2000), interpretada por Dido e escrita por Dido Armstrong e Paul Herman.
- "Higher" contém elementos de "Beside You" (1970), interpretada por The Soulful Strings e escrita por Jerry Butler, Kenny Gamble e Leon Huff.
- "Goodnight Gotham" contém interpolações de "Only If For A Night" (2011), interpretada por Florence + The Machine e escrita por Paul Epworth e Florence Welch.

## Equipe e colaboradores
Todo o processo de elaboração de Anti atribui os seguintes créditos:
Locais de gravação
| - Jungle City Studios (Nova Iorque) - Westlake Recording Studios (Los Angeles, Califórnia) - Sandra Gale Studios (Los Angeles, Califórnia) - SOTA Studios (Toronto, Ontário) - Twin Studios (Paris) - Windmark Recording Studios (Santa Mônica, Califórnia) | Visuais e imagem - Chloe Mitchell – poema - Roy Nachum – arte de capa, poema - Ciara Parrdo – direção criativa - Rihanna – direção criativa, poesia |

Instrumentação
- Rihanna – vocais e composições
- SZA – vocais (faixa 1)
- Drake – vocais (faixa 4)
- Joseph Angel – teclados (faixa 11), bateria (faixa 11)
- Fred Ball – teclados (faixa 11), bateria (faixa 11)
- Nuno Bettencourt – guitarra (faixa 3)
- James Fauntleroy – vocais de apoio adicionais (faixa 5)
- Brian Kennedy – teclados (faixa 13)
- Carter Lang – órgão (faixa 1), baixo sintetizador (faixa 1)
- No I.D. – teclados (faixa 12)
- Kevin Parker – todos os instrumentos (faixa 9)
- PartyNextDoor – vocais adicionais (faixa 4)
- Brian Schultz – baixo (faixa 5)
- Mick Schultz – guitarra (faixa 5)
- Travis Scott – vocais adicionais (faixa 6)
- Shea Taylor – teclados (faixas 1–2)

Produção
- Nathaniel Alford – vocais adicionais (faixa 6)
- Joseph Angel – arranjos (faixa 11)
- Fred Ball – produção (faixa 11)
- Jeff Bhasker – produção (faixa 3)
- Ray C. Brown Jr. – assistência (faixas 6, 8, 10, 12–13)
- Boi-1da – produção (faixas 4, 16)
- Noel Cadastre – gravação (faixa 4), mixagem (faixa 4)
- Frank Dukes – co-produção (faixas 7, 16)
- DJ Mustard – produção (track 7)
- James Fauntleroy – arranjo dos vocais adicionais (faixa 5)
- Chris Galland – assistente de mixagem (faixas 1, 3, 5–7, 9–16)
- Chris Gehringer – masterização
- Chris Godbey – gravação adicional (faixa 8), mixagem (faixa 8)
- Stan Greene – músico de gravação (faixa 10), músico de mixagem (faixa 10)
- Kuk Harrell – produção vocal, gravação (faixas 1–6)
- Hit-Boy – produção (faixas 6, 15)
- Jeff Jackson – assistente de mixagem (faixa 11)
- Glass John – produção adicional (faixa 3)
- Daniel Jones – produção (faixa 8)
- Brian Kennedy – produção (faixa 13)
- Etienne Macor – assistente (faixa 9)
- Fade Majah – produção (track 8)
- Blake Mares – assistente (faixas 2–3, 14), gravação adicional (faixas 7, 16)
- Manny Marroquin – mixagem (faixas 1–7, 9, 11–16)
- Mitus – produção (faixa 14)
- Brendan Morawski – assistência (faixas 1, 3)
- No I.D. – produção (faixa 12)
- Kevin Parker – produção (faixa 9), músico de mixagem (faixa 9)
- Rihanna – produção executiva
- Daniela Rivera – engenharia (faixa 10)
- Chad Sabo – produção (faixa 10), músico de gravação (faixa 10), músico de mixagem (faixa 10)
- Ike Schultz – assistência de mixagem (faixas 3, 5–7, 9–16)
- Mick Schultz – produção (faixa 5)
- Travis Scott – produção adicional (faixas 6, 15)
- Tyran Donaldson – produção (faixa 1)
- Noah "40" Shebib – produção vocal (faixa 4), gravação (faixa 4), mixagem (faixa 4)
- Phil Tan – mixagem (faixa 10)
- Shea Taylor – produção (faixa 2)
- Timbaland – produção (faixa 8)
- Marcos Tovar – gravação
- Twice As Nice – co-produção (faixa 7)
- Vinylz – produção adicional (faixa 16)
- Thomas Warren – assistência (faixas 4–5, 7, 15–16)
- Krystin "Rook Monroe" Watkins – arranjo vocal adicional (faixa 5)
- Chad Wilson – assistência (faixas 10, 16)

## Desempenho comercial
Nos Estados Unidos, a Recording Industry Association of America (RIAA) certificou Anti como platina, denotando um milhão de cópias vendidas dois dias após seu lançamento, isso ocorreu porque a Samsung comprou um milhão de unidades e distribuiu-as como um download gratuito, como parte do acordo com Rihanna em novembro de 2015. O projeto estreou na posição 27 da parada Billboard 200, publicada em 13 de fevereiro de 2016, com 460 cópias equivalentes a venda de álbuns na primeira semana. Embora 1 milhão e 400 mil downloads tenham sido realizados no período, a Billboard não os reconheceu. Isso porque a revista não reconhece a distribuição gratuita de álbuns por meio de promoções. De acordo com o provedor de dados Nielsen SoundScan para a Billboard, em sua primeira semana reconhecida, Anti acumulou 4 milhões e 700 mil streams, além de 126 mil compras digitais. Na semana seguinte, liderou a Top R&B/Hip-Hop Albums.
A obra ocupou o topo da Billboard  200 — tornando-se o segundo disco da artista nessa posição —, por duas edições não consecutivas, reivindicando o posto na semana que terminou em 2 de abril de 2016. Na mesma semana, seu primeiro single, "Work" liderou a Billboard Hot 100, marcando a segunda vez que Rihanna liderava a Billboard 200 e a Hot 100 simultaneamente; Unapologetic e "Diamonds" já haviam comandado ambas em dezembro de 2012. De acordo com a SoundScan, Anti foi o nono álbum mais comprado e o quarto mais consumido de 2016 nos Estados Unidos, acumulando 603 mil vendas puras, 4,195 milhões de downloads de suas músicas e mais de 1,4 bilhão de streams. Na edição de 25 de fevereiro de 2023, o projeto voltou aos dez primeiros lugares da Billboard 200, na 8.ª posição, com 36 mil unidades, após a apresentação de sua intérprete no intervalo do Super Bowl LVII. Mais tarde naquele ano, a RIAA atualizou a certificação para seis vezes platina, detonando seis milhões de unidades equivalentes a álbuns com base em vendas e streaming. Em janeiro de 2024, o projeto se tornou o quarto disco de uma mulher e o primeiro de uma cantora negra a passar 400 semanas na Billboard 200. No Canadá, debutou no número 19 da tabela canadense de álbuns. Na semana seguinte, liderou-a e, com isso, se tornou o quinto disco da barbadense a chegar a esse posto no Canadá, seguindo A Girl like Me (2006), Good Girl Gone Bad (2007), Loud (2010) e Unapologetic. Foi certificado como platina quíntupla pela Music Canada (MC), o que representa mais de 320 mil unidades comercializadas no país.
Na América Latina foi relativamente bem recebido, atingindo a 16.ª colocação como melhor no México. Na Ásia, Anti conquistou o sétimo posto da japonesa Oricon e em duas tabelas distintas da sul-coerana Gaon, obtendo o 26.ª colocação da parada geral e a segunda da internacional. Na Oceania, o sucesso se repetiu. Na Austrália e Nova Zelândia, debutou na quinta colocação, que foi seu melhor resultado ambas as nações. Desde então, foi classificado como platina no primeiro citado, pela Australian Recording Industry Association (ARIA), pela excedência de setenta mil cópias adquiridas na nação. Já no segundo, como recompensa pelas mais de 75 mil réplicas exportadas, a Recorded Music NZ (RMNZ) o premiou com cinco discos de platina.
Já na Europa, especificamente no Reino Unido, a obra debotou na sétima posição da UK Albums Chart, que foi seu melhor resultado, e na primeira da UK R&B Chart; A British Phonographic Industry (BPI) certificou-o como platina por ultrapassar 300 mil vendas na região. Seu sucesso também se repetiu nas paradas de muitos países europeus, alcançando o segundo lugar na Irlanda, Suécia e Suíça; a terceira na Alemanha na Dinamarca, e Países Baixos; a quarta posição na Grécia e Espanha; e a quinta na Finlândia e República Checa. Com mais de 1 milhão de cópias compradas, a International Federation of the Phonographic Industry (IFPI) reconheceu Anti como o álbum mais transmitido por uma artista feminina no Spotify em 2016 em todo o mundo. De acordo com a Billboard, suas vendas ultrapassam 11 milhões de unidades equivalentes a álbuns até 2021.
| País — Tabela musical (2016)             | Posição de pico |
| ---------------------------------------- | --------------- |
| África do Sul (RISA)                     | 8               |
| Alemanha (GfK Entertainment Charts)      | 3               |
| Austrália (ARIA Charts)                  | 5               |
| Áustria (Ö3 Austria Top 40)              | 7               |
| Bélgica (Ultratop 50 de Flandres)        | 8               |
| Bélgica (Ultratop 40 de Valônia)         | 8               |
| Canadá (Canadian Albums Chart)           | 1               |
| Coreia do Sul (Gaon)                     | 26              |
| Coreia do Sul (Gaon International Chart) | 2               |
| Dinamarca (Hitlisten)                    | 3               |
| Espanha (PROMUSICAE)                     | 6               |
| Estados Unidos (Billboard 200)           | 1               |
| Estados Unidos (R&B/Hip-Hop Albums)      | 1               |
| Finlândia (IFPI Finlândia)               | 5               |
| França (SNEP)                            | 6               |
| Grécia (IFPI Grécia)                     | 4               |
| Hungria (MAHASZ)                         | 16              |
| Irlanda (IRMA)                           | 2               |
| Itália (FIMI)                            | 10              |
| Japão (Oricon)                           | 10              |
| México (AMPROFON)                        | 16              |
| Noruega (VG-lista)                       | 1               |
| Nova Zelândia (Recorded Music NZ)        | 5               |
| Países Baixos (Dutch Charts)             | 3               |
| Polônia (ZPAV)                           | 6               |
| Portugal (AFP)                           | 11              |
| Reino Unido (UK Albums Chart)            | 7               |
| Reino Unido (UK R&B Chart)               | 1               |
| República Checa (IFPI Česká Republika)   | 5               |
| Suécia (Sverigetopplistan)               | 2               |
| Suíça (Schweizer Hitparade)              | 2               |

| País — Tabela musical (2010—19) | Posição |
| ------------------------------- | ------- |
| Estados Unidos (Billboard 200)  | 29      |
| Noruega (IFPI Noruega)          | 40      |

| Tabela musical (1963–2017)                | Posição |
| ----------------------------------------- | ------- |
| Estados Unidos (Billboard 200) (Mulheres) | 38      |

| Tabela musical (2016)               | Posição |
| ----------------------------------- | ------- |
| Alemanha (GfK Entertainment Charts) | 75      |
| Austrália (ARIA Charts)             | 64      |
| Bélgica (Ultratop 50 de Flandres)   | 71      |
| Bélgica (Ultratop 40 de Valônia)    | 82      |
| Canadá (Canadian Albums Chart)      | 6       |
| Dinamarca (Hitlisten)               | 6       |
| Espanha (PROMUSICAE)                | 71      |
| Estados Unidos (Billboard 200)      | 5       |
| Estados Unidos (Top R&B Albums)     | 2       |
| Estados Unidos (R&B/Hip-Hop Albums) | 3       |
| França (SNEP)                       | 41      |
| Islândia (Tónlistinn)               | 29      |
| Itália (FIMI)                       | 81      |
| Nova Zelândia (Recorded Music NZ)   | 19      |
| Países Baixos (Dutch Charts)        | 17      |
| Polônia (ZPAV)                      | 87      |
| Reino Unido (UK Albums Chart)       | 32      |
| Suécia (Sverigetopplistan)          | 5       |
| Suíça (Schweizer Hitparade)         | 35      |
| País — Tabela musical (2017)        | Posição |
| Canadá (Canadian Albums Chart)      | 33      |
| Dinamarca (Hitlisten)               | 27      |
| Estados Unidos (Billboard 200)      | 23      |
| Estados Unidos (Top R&B Albums)     | 4       |
| Estados Unidos (R&B/Hip-Hop Albums) | 16      |
| França (SNEP)                       | 141     |
| Islândia (Tónlistinn)               | 24      |
| Nova Zelândia (RMNZ)                | 28      |
| Países Baixos (Dutch Charts)        | 75      |
| Suécia (Sverigetopplistan)          | 63      |
| País — Tabela musical (2018)        | Posição |
| Estados Unidos (Billboard 200)      | 94      |
| Estados Unidos (Top R&B Albums)     | 11      |
| Estados Unidos (R&B/Hip-Hop Albums) | 85      |

| Região | Certificação | Vendas     |
| --- | ------------ | ---------- |
| Alemanha (BVMI) | Ouro         | 100 000‡   |
| Austrália (ARIA) | Platina      | 70 000‡    |
| Áustria (IFPI Áustria) | Platina      | 15 000‡    |
| Bélgica (BEA) | 2× Platina   | 60 000‡    |
| Canadá (Music Canada) | 4× Platina   | 320 000‡   |
| Dinamarca (IFPI Dinamarca) | 5× Platina   | 100 000‡   |
| Estados Unidos (RIAA) | 6× Platina   | 6 000 000‡ |
| França (SNEP) | 3× Platina   | 300 000^   |
| Itália (FIMI) | Platina      | 50 000‡    |
| México (AMPROFON) | Platina      | 60 000‡    |
| Nova Zelândia (RIANZ) | 5× Platina   | 75 000‡    |
| Polônia (ZPAV) | 3× Platina   | 60 000*    |
| Singapura (RIAS) | Ouro         | 5 000‡     |
| Reino Unido (BPI) | Platina      | 300 000‡   |
| Suécia (GLF) | Ouro         | 20 000‡    |
| *números de vendas baseados somente na certificação ^distribuições baseadas apenas na certificação ‡vendas+valores de streaming baseados somente na certificação |              |            |

## Histórico de lançamento
| Região         | Data                    | Formato              | Edição                   | Gravadora(s)  | Ref.            |
| -------------- | ----------------------- | -------------------- | ------------------------ | ------------- | --------------- |
| Várias         | 28 de janeiro de 2019   | (exclusivo no Tidal) | Westbury Road Roc Nation | Padrão        | [ 241 ]         |
| Várias         | 29 de janeiro de 2019   | Download digital     | Westbury Road Roc Nation | Padrão        | [ 242 ]         |
| Várias         | 29 de janeiro de 2019   | Download digital     | Westbury Road Roc Nation | Deluxe        | [ 243 ]         |
| Europa         | 5 de fevereiro de 2019  | CD                   | Westbury Road Roc Nation | Deluxe        | [ 244 ]         |
| Japão          | 10 de fevereiro de 2019 | CD                   | Westbury Road Roc Nation | Limitado      | [ 245 ]         |
| Turquia        | 23 de fevereiro de 2019 | CD                   | Westbury Road Roc Nation | Padrão deluxe | [ 246 ] [ 247 ] |
| Brasil         | 11 de março de 2019     | CD                   | Universal Music Brazil   | Padrão deluxe | [ 248 ]         |
| Estados Unidos | 30 de março de 2019     | Vinil                | Westbury Road Roc Nation | Limitado      | [ 249 ]         |